# Magyar ritkaságok
A Magyar ritkaságok egy magyar nyelvű könyvsorozat, amely az 1980-as években jelent meg, és elfeledett magyar szépirodalmi, és nem szépirodalmi műveket kiadására jött létre.

## Története, célkitűzése
A Szépirodalmi Könyvkiadó 1983–1987 között megjelentetett sorozata, amely elsősorban régi magyar irodalmi szövegkiadásokat, válogatásokat, kisebb mértékben fordításokat (latinból) adott közre. Fennállása alatt 18 kötete jelent meg. ISSN 0231-276X.
Folytatása 1988–1990 között a Ritkaságok (7 db). ISSN 0238-6585. 
A két sorozatban összesen 25 db (18+7) kötet jelent meg (1983–1990). 

## Szerkesztői
- Magyar ritkaságok, 1983–1985: Belia György, Szalai Anna, 1986–1987: Szalai Anna.
- Ritkaságok, 1988-1990: Szalai Anna.

## A sorozat kötetei

### Magyar ritkaságok

#### 1983
- Gyöngyösi Gergely: Arcok a magyar középkorból; szöveggond., tan., jegyz. V. Kovács Sándor, ford. Árva Vince, Csanád Béla, Csonka Ferenc ISBN 963-15-2326-8
- Pécsváradi Gábor: Jeruzsálemi utazás; ford., tan., jegyz. Holl Béla, ill. Meszlényi Attila ISBN 963-15-2347-0

#### 1984
- Pajkos énekek; vál., szöveggond., jegyz. Stoll Béla, ill. Meszlényi Attila ISBN 963-15-2418-3
- Fortunatus és Magelóna históriája; szöveggond., tan., jegyz. Nemeskürty István / Az Fortunatusról íratott igen szép nyájas beszédű könyvecske, mely most németből magyarrá fordíttatott / Kedves és nyájas história az szép Magelónáról és egy Péter nevű vitézről, francia nyelvből német nyelvre megfordíttatott, mostan penig németből magyarrá fordította Tesséni Wenczel ISBN 963-15-2456-6
- Kőrösi Csoma Sándor levelesládája; vál., szöveggond., tan., jegyz. Szilágyi Ferenc ISBN 963-15-2621-6
- Kazinczy Ferenc: Sophie; vál., szerk., szöveggond., tan., jegyz. Szilágyi Ferenc ISBN 963-15-2666-6
- Toldy Ferenc: Irodalmi arcképek; vál., szöveggond., tan. Lőkös István ISBN 963-15-2754-9
- Bél Mátyás: Hungariából Magyarország felé; vál., szöveggond., tan., jegyz. Tarnai Andor, ford. Déri Balázs, Donáth Regina, Tarnai Andor ISBN 963-15-2772-7

#### 1985
- Tar Lőrinc pokoljárása. Középkori magyar víziók; vál., szöveggond., tan., jegyz. V. Kovács Sándor, ford. Bellus Ibolya et al., ill. Meszlényi Attila ISBN 963-15-2927-4
- Sztárai Mihály: História Perényi Ferenc kiszabadulásáról / Perényi Péter élete és halála; vál., szöveggond., tan. Téglásy Imre, ford. Borzsák István et al. ISBN 963-15-2947-9
- Antonio Bonfini: Beszélgetés a szüzességről és a házasélet tisztaságáról, 1-2.; ford., tan., jegyz. Muraközy Gyula ISBN 963-15-3045-0

#### 1986
- Ungnád Dávid konstantinápolyi utazásai; ford., tan., Kovács József László, jegyz. Fenyvesi László, Kovács József László ISBN 963-15-3154-6
- Julianus barát és Napkelet fölfedezése;[1] vál., tan., jegyz. Györffy György, ford. Györffy György, Gy. Ruitz Izabella ISBN 963-15-3156-2
- Hunfalvy Pál: Napló, 1848-1849; szöveggond., tan., jegyz. Urbán Aladár ISBN 963-15-3190-2

#### 1987
- [Antoine de Courtin:] Az idő jól eltöltésének módja; ford. Mikes Kelemen, szöveggond., tan., jegyz. Hopp Lajos, ill. Meszlényi Attila ISBN 963-15-3300-X
- Vitéz János levelei és politikai beszédei;[2] vál., szöveggond., tan. Boronkai Iván, jegyz. Bellus Ibolya, ford. Bellus Ibolya, Boronkai Iván ISBN 963-15-3322-0
- Bod Péter: Szent Hilárius;[3] szöveggond., tan., jegyz. Hargittay Emil ISBN 963-15-3407-3
- Kecskeméthy Aurél: Gróf Széchenyi István utolsó évei és halála, 1849-1860; szöveggond., tan., jegyz. Gergely András ISBN 963-15-3483-9

### Ritkaságok

#### 1988
- Pálóczi Horváth Ádám: Felfedezett titok; szöveggond., tan., jegyz. Németh József; ISBN 963-15-3631-9
- Aranka György erdélyi társaságai; vál., tan., jegyz. Enyedi Sándor, szöveggond. Ugrin Aranka ISBN 963-15-3634-3
- Teleki József: A magyar nyelvnek tökéletesítése új szavak és új szólásmódok által;[4] szöveggond., tan., jegyz. Éder Zoltán ISBN 963-15-3673-4

#### 1989
- Kempelen Farkas: Az emberi beszéd mechanizmusa, valamint a szerző beszélőgépének leírása; tan., jegyz. Tarnóczy Tamás, németből ford. Mollay Károly ISBN 963-15-3757-9

#### 1990
- Mátray Gábor: Töredék jegyzemények Magyarország történetéből 1848-49-ben; összeáll., szöveggond., tan., jegyz. Fülep Katalin ISBN 963-15-3844-3
- Sándor István: Egy külföldön utazó magyarnak jó barátjához küldetett levelei; szöveggond., tan., jegyz. Éder Zoltán ISBN 963-15-4121-5
- Eötvös József: A francia forradalom története; szöveggond., tan., jegyz. Gángó Gábor ISBN 963-15-4183-5